# Junín (sjö)
Junínsjön eller Chinchayqucha (quechua för den Andinska katten) ligger i provinsen Junín, i departementet Junín i Peru. Sjön är belägen på en höjd av mer än 4000 m ö.h. och utgör källa för Mantaro som bevattnar Mantarodalen.
Den är den näst största sjön i landet efter Titicacasjön, och rymmer mellan sina vattenspeglar, vasskärr och öar, tusentals arter av vattenfåglar, grodor, vilda marsvin, rävar och vizcacha som har anpassat sig till det kyliga klimatet i höglandet. Även i detta område hittar man faktorer som gör trakten lämplig för odling av maca. Denna rikedom av växter och djur har gjort att regeringen deklarerat området som Nationellt naturreservat.

## Toponomi
Sjöns namn kommer efter platsen där den befinner sig, nära staden Junín och Junínslätten där Simón Bolívar (el Libertador) vann en viktig seger över de spanska trupperna i sin kamp för landets självständighet. Under kolonialtiden kallades staden, liksom landets huvudstad för Los Reyes ("Kungarna", som syftar på "de Vise männen"). Detta var det första spanska namn som man gav till sjön.
Efter stadens namnbyte från Los Reyes till Junín, fick sjön sitt nya namn som den fortfarande har idag.

## Temperatur
På grund av sjöns höjd över havet är temperaturen i sjön ganska låg. Genomsnittstemperaturen är 12 °C, även om den även ibland kan nå 25 °C under soliga dagar.